# Dinica hyacinthopa
Dinica hyacinthopa är en fjärilsart som beskrevs av Edward Meyrick 1932. Dinica hyacinthopa ingår i släktet Dinica och familjen äkta malar.
Artens utbredningsområde är Uganda. Inga underarter finns listade i Catalogue of Life.